# Sevastí
Sevastí är en ort i Grekland.   Den ligger i prefekturen Nomós Pierías och regionen Mellersta Makedonien, i den norra delen av landet, 280 km norr om huvudstaden Aten. Sevastí ligger 141 meter över havet och antalet invånare är 842.
Terrängen runt Sevastí är platt åt sydost, men åt nordväst är den kuperad. Runt Sevastí är det ganska tätbefolkat, med 70 invånare per kvadratkilometer. Närmaste större samhälle är Kateríni, 10,5 km söder om Sevastí. Trakten runt Sevastí består till största delen av jordbruksmark.